# 好田タクト
好田 タクト（こうだ タクト、1962年11月12日 - ）は、日本のお笑い芸人、指揮者、俳優である。本名、好田 誠一。東京演芸協会常務理事、および落語芸術協会会員。出囃子は「第九」。指揮者形態模写芸を得意とする。

## 人物・来歴
- 兵庫県明石市出身。兵庫県立明石南高等学校卒業。
- 1984年2月 - 『たけしのお笑いサドンデス』（TBS）に出演し優勝しビートたけしから「好田タクト」の名を貰う。
- 1984年5月 - 船仁のるか・喜和そるかののるかの紹介でケーエープロダクションに所属。その時に同じ事務所の右尾祐佑と「アルト・タクト（千田アルト・好田タクト）」を結成。
- 1986年3月 - 吉本興業の当時吉本総合芸能学院（NSC）ら若手のまとめ役だった富井善晴の紹介で、吉本興業に移籍し吉本新喜劇に研究生として入団。これを機にアルト・タクトを解散。
- 1989年 - 吉本新喜劇を退団しコント赤信号の渡辺正行の勧めで上京。渡辺の事務所なべや所属になる。ラ・ママ新人コント大会で修行積む。
- 1992年 - 1995年　NHK教育テレビの『あしたもげんきくん』の初代げんきくんとして活動。
- 芸人でありながら、モーストリー誌が選ぶ『2007年の20人時代を読む』で世界の音楽家20人に選出される。
- 2009年3月5日にはプロオーケストラと共演する。「仙台フィルと好田タクトの楽しくクラシック」
- 2015年に所属していたスパンキープロダクションを退社。
- ヘブンアーティストの認定者でもある（2002年から）。
- 2019年2月1日付で、落語芸術協会に加入[1]。

## 自著
- 『もうひとつの上方演芸』（たちばな出版）
- 『クラシック音楽夢レース』（キングベアー出版）
- 『世界一楽しい タクトのクラシック音楽館』（実業之日本社）